# Bankhaus Veit L. Homburger

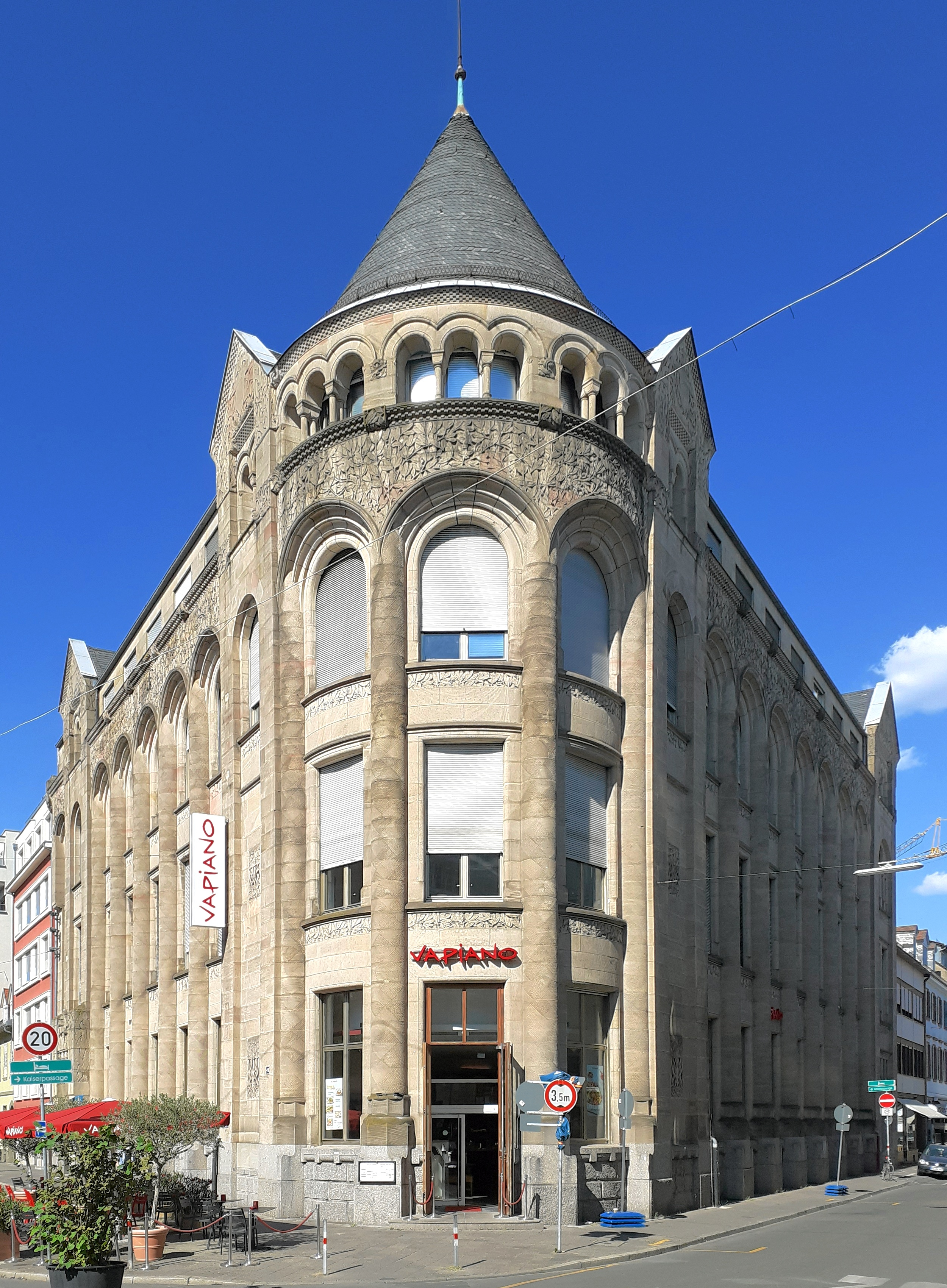
Ehemaliges Bankhaus Homburger, Karlstraße 11

Das Bankhaus Veit L. Homburger in Karlsruhe wurde 1854 von dem jüdischen Bürger Veit Löw Homburger gegründet. Die Bank wurde 1939 von den Nationalsozialisten liquidiert, das Bankgebäude in der Karlstraße 11 blieb erhalten.

## Geschichte
Die Familie Homburger zählte zu den ältesten jüdischen Familien in Karlsruhe. Der erste Vorfahre des Gründers der Bank, der sich in 1722 in Karlsruhe niederlassen durfte, war Löw aus Homburg am Main, genannt Löw Homburger. Veit Löw Homburger (1810–1878) gründete 1854 die Bank, als er sich von seinen zwei Brüdern trennte, mit denen er das väterliche Bank- und Wechselgeschäft führte. Die beiden Brüder gründeten jeweils eigene Banken.
1899 bis 1901 wurde für das Bankhaus Veit L. Homburger in der Karlstraße 9–11 an der Ecke zur Akademiestraße von den Architekten Curjel & Moser ein heute denkmalgeschützter Neubau errichtet. Den Bauschmuck erschuf der Bildhauer Oskar Kiefer.
Der Schriftsteller Carl Einstein ging um 1904 bei der Firma Homburger in die Lehre.
Die Boykottmaßnahmen der Nationalsozialisten erzwangen 1939 die Liquidierung der Bank und ab den 1940er Jahren wurde das Gebäude von der Badischen Kommunalen Landesbank (Bakola) benutzt, aus der nach verschiedenen Fusionen und Namensänderungen die Baden-Württembergische Bank (BW-Bank) wurde, die das Gebäude noch bis 2010 nutzte. Mittlerweile befindet sich im Erdgeschoss ein italienisches Restaurant der Vapiano-Kette.